# 葵花籽油

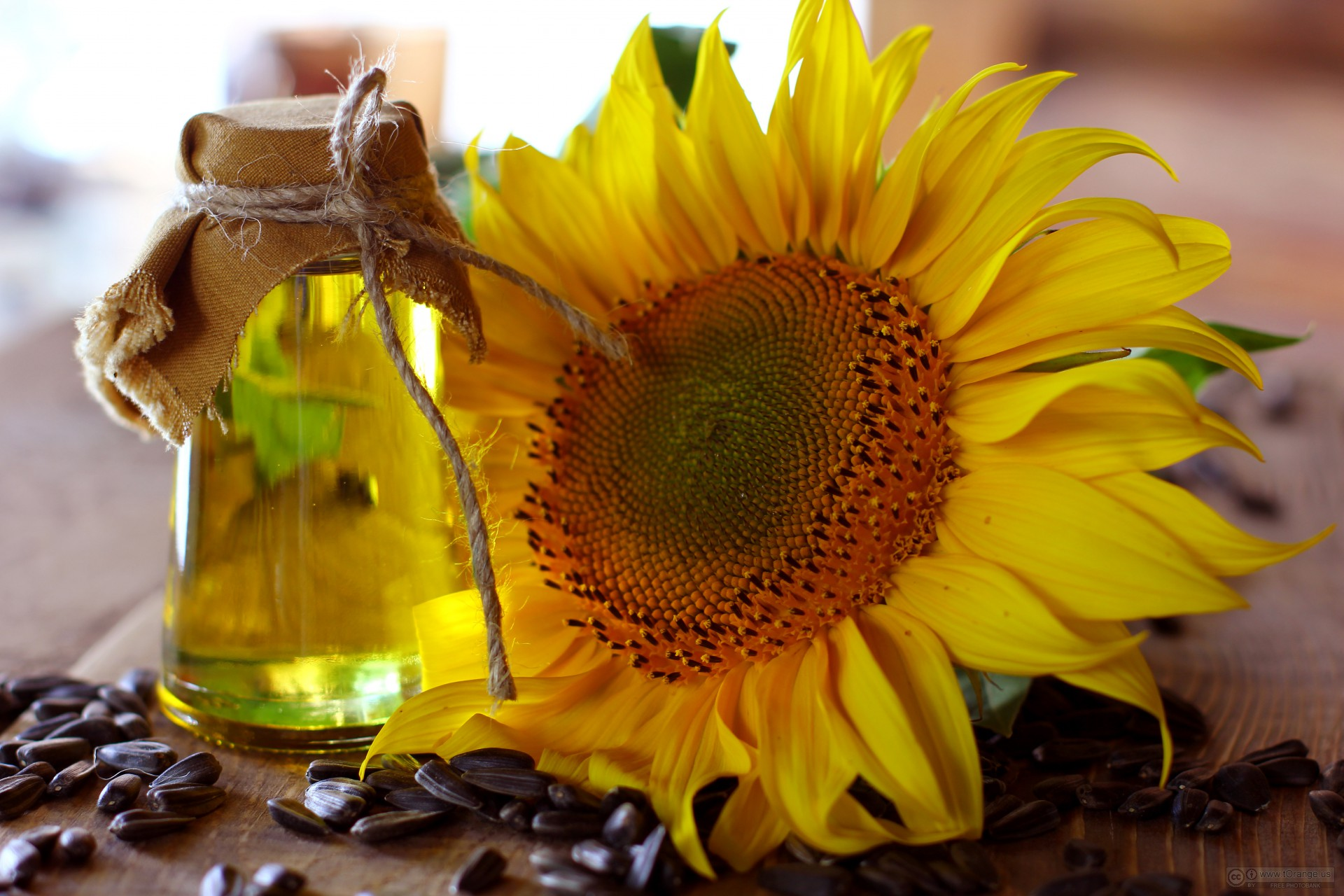
未精煉的葵花籽油與向日葵花序

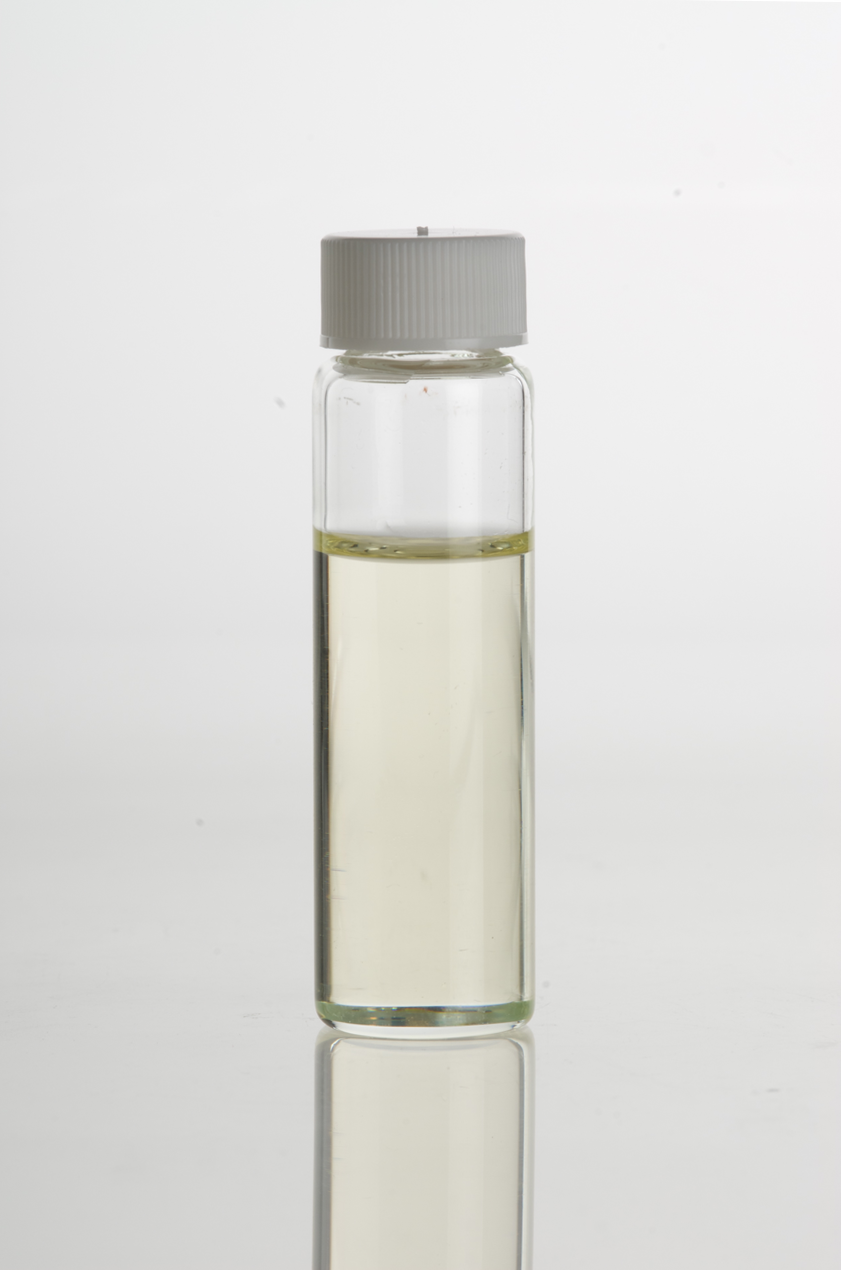
精製高油酸葵花籽油

葵花籽油或葵花油，是指从向日葵种子（葵花籽）中压榨出来的非挥发性油。葵花籽油通常在烹飪食物時用作食用油，在化妆品配方中則用作润肤剂。葵花籽油主要由亚油酸和油酸组成。该油含有大量的维生素E。
截至2017年，基因組分析和雜交向日葵開發以提高油產量正在開發中，以滿足消費者對葵花籽油及其商業品種的更大需求。
2018年，乌克兰和俄罗斯的葵花籽油产量合计占全球产量的53%。

## 成分

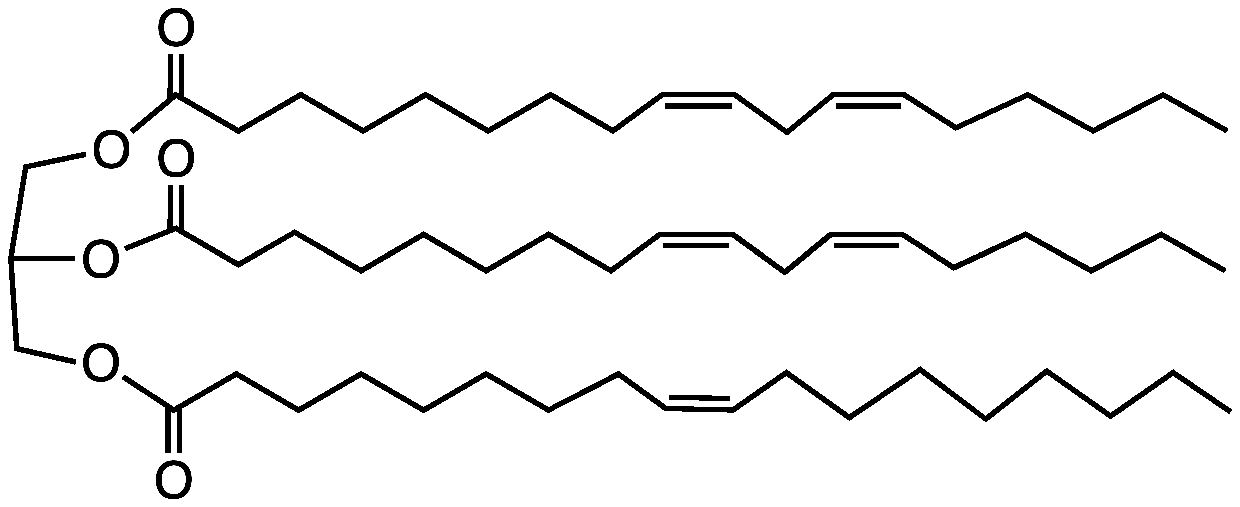
葵花籽油主要是甘油三酯（脂肪），通常源自脂肪酸亞油酸和油酸.

葵花籽油主要是一種甘油三酯。 《英国药典》列出了以下概況：
- 棕櫚酸（飽和）：5%
- 硬脂酸（飽和）：6%
- 油酸（單不飽和 omega-9）：30%
- 亞油酸（多不飽和 omega-6）：59%

通過植物育種和工業加工生產出四種不同濃度脂肪酸的葵花籽油：高亞油酸、高油酸、中油酸、和高硬脂酸加高油酸
- 高亞油酸，69% 亞油酸
- 高油酸，82%油酸
- 中油酸，65%油酸
- 高硬脂酸加高油酸，18%硬脂酸和72%油酸[2]

在對向日葵基因組的分析中，揭示了植物代謝產生其油的過程，鑑定出了植物固醇，這在另一項對向日葵油成分（包括多酚、角鯊烯和类萜化合物）的分析中得到了證實。